# Le Démon d'Halloween 2
Pour plus de détails, voir Fiche technique et Distribution.
Le Démon d'Halloween 2 : Les Ailes du sang (Pumpkinhead II: Blood Wings) est un film américain réalisé par Jeff Burr, sorti en 1993. Il fait suite à Pumpkinhead : Le Démon d'Halloween.

## Synopsis
Des adolescents ressuscitent un démon en quête de vengeance.

## Fiche technique
- Titre : Le Démon d'Halloween 2 : Les Ailes du sang
- Titre original : Pumpkinhead II: Blood Wings
- Réalisation : Jeff Burr
- Scénario : Ivan Chachornia et Constantine Chachornia
- Musique : Jim Manzie
- Photographie : Bill Dill
- Montage : Lauren A. Schaffer
- Production : Brad Krevoy et Steven Stabler
- Société de production : Motion Picture Corporation of America
- Pays :  États-Unis
- Genre : Fantastique, horreur et thriller
- Durée : 88 minutes
- Dates de sortie : 
  -  États-Unis : octobre 1993 (MIFED), 19 octobre 1994 (vidéo)
  -  Japon : 16 mars 1994

## Distribution
- Andrew Robinson : Sean Braddock
- Ami Dolenz : Jenny Braddock
- Soleil Moon Frye : Marcie
- J. Trevor Edmond : Danny Dixon
- Hill Harper : Peter
- Alexander Polinsky : Paul
- Mark McCracken : Pumpkinhead
- Steve Kanaly : le juge Dixon
- Gloria Hendry : Delilah Pettibone
- Lilyan Chauvin : Mlle. Osie
- Caren Kaye : Beth Braddock
- J. P. Manoux : Tommy
- John Gatins : Caspar Dixon jeune
- Roger Clinton : le maire Bubba
- Joe Unger : Ernst
- R. A. Mihailoff : Red Byers
- Linnea Quigley : Nadine
- Kane Hodder : Keith Knox
- Will Huston : Brian Knox
- Chuck Aronberg : Fred Knox
- Barry Davis : Sean Braddock jeune
- Nicole Maggio : la fille muette
- Michael J. Carra : Cory

## Distinctions
Le film reçoit la note de 2/5 sur AllMovie.